# Hermann Baumgarten
Karl August Ludwig Hermann Baumgarten (Lesse —hoy parte de Salzgitter—, 28 de abril de 1825 - Estrasburgo, 19 de junio de 1893) fue un historiador alemán especializado en la historia de España y la Reforma protestante. Vinculado a la política nacional prusiana de los liberales conservadores, terminaría siendo crítico con ella, en especial con Heinrich von Treitschke.

## Biografía

### Juventud y formación
Hijo y nieto de pastores protestantes, Baumgarten cursó primero los estudios de Teología en Jena desde 1842. Pronto se relacionó en la universidad con los círculos de jóvenes hegelianos y participó en las asociaciones estudiantiles o «hermandades» (Burschenschaften). En Jena se unió ese mismo 1842 a la Burschenschaft auf dem Burgkeller (hoy Burschenschaft Arminia auf dem Burgkeller). Al año siguiente, se cambió a Filología e Historia en la Universidad de Halle, donde contactó con el historiador Max Duncker —recién nombrado profesor asociado—, quien lo inició en la disciplina, y se incorporó a la Burschenschaft Allemannia. No obstante, como portavoz de las reivindicaciones estudiantiles, tuvo dificultades con las autoridades académicas, quienes lo expulsarían por motivos políticos.
Baumgarten continuó sus estudios en 1845 en Bonn y los terminó en Gotinga. Entonces, en 1848, año de las revoluciones y de la Asamblea de Fráncfort, era ya redactor del Deutsche Reichszeitung (Brunswick), periódico de tendencia liberal moderada a cargo del editor Eduard Vieweg.

### Actividad política y periodística
Tras poner fin a esta labor en 1852, Baumgarten fue a Heidelberg en 1853 para unirse al historiador Georg Gottfried Gervinus, con quien empezó una amistad afectiva e ideológica. Uno de los siete profesores de Gotinga destituidos en 1837 por haber protestado contra la suspensión de la Lei Fundamental del Reino de Hannover (1833), Gervinus había sido acusado de alta traición. Inspiró así un partido político a favor del Estado liberal y la unificación nacional por medios no revolucionarios.
Temiendo que el catolicismo fuese óbice, Gervinus propuso —según refiere Baumgarten— una suerte de programa religioso que permitiese integrar el potencial espiritual y antirrevolucionario de los católicos en la formación del futuro Estado alemán. Ese programa, Misión de los alemanes católicos (Mission der Deutschkatholiken), publicado en 1846, instaba a los católicos a deponer su actitud renitente frente a la ciencia y a independizarse de las directrices políticas impuestas desde Roma. La función de contrapeso al radicalismo reformador protestante recaía en el tradicionalismo —dominante en el ambiente católico—, en el que se veía una barrera eficaz para detener el creciente ateísmo y frenar los anhelos revolucionarios democráticos y socialistas.
Una vez en Heidelberg, Baumgarten publicó una defensa de Gervinus y contribuyó a su Historia del siglo xix (Geschichte des 19. Jahrhunderts). En 1860 se hizo cargo del Sternzeitung, periódico oficioso del Gobierno prusiano. Ya el año anterior había servido a su causa colaborando en la fundación y puesta en marcha del Süddeutsche Zeitung (1859-64), en Múnich, destinado a fomentar la unificación de los reinos germánicos del sur, donde predominaba la confesión católica.
Pero fue durante su estancia en Berlín cuando comenzó su labor investigadora sobre la historia de España. Había llegado al tema por insinuación de su mentor político Gervinus, quien también le señaló la dirección metódica: exponer el progreso cultural de un país mostrando su relación con el desarrollo de sus instituciones políticas. Entre 1855 y 1861, Baumgarten trabajó como publicista y escribió una obra sobre la historia de España en la época del emperador Carlos V y otra sobre la historia de España desde la Revolución francesa hasta su presente.
Su actividad política y periodística estuvo al servicio de la unidad alemana, concebida dentro de una democracia básica. Más tarde aceptaría la Monarquía prusiana como una forma intermedia entre el materialismo procedente de Francia y el catolicismo que preconizaba Austria. Se afilió entonces al partido nacional liberal, que apoyaba abiertamente la política de Otto von Bismarck —posición de la que se distanciaría años después—.

### Consolidación académica
En 1861 aceptó el nombramiento como profesor titular (Ordinarius) de Historia Universal y de Historia de la Literatura (alemana) en el Escuela Superior Técnica de Karlsruhe. A este período corresponden la mayoría de sus trabajos historiográficos sobre España. Y en 1872 se convirtió en profesor, también de Historia Universal y de Histoira de la Literatura, en la Universidad de Estrasburgo, donde concluiría su actividad docente y centró sus investigaciones en la época de la Reforma y su posterior evolución.
A partir de 1882 redactó una biografía inacabada del emperador Carlos V. En principio, el historiador Karl Brandi quiso continuarla con los siguientes volúmenes, pero decidió rediseñarla por completo a partir del original de Baumgarten.
Baumgarten fue miembro de pleno derecho de la Comisión Histórica de la Academia de Ciencias de Baviera desde 1880, y miembro de la Academia de Ciencias de Baviera desde 1872. Fue maestro de su sobrino Max Weber.

### La controversia con Treitschke
Como defensor del liberalismo, Baumgarten se enfrentó en repetidas ocasiones a la decisión de acercarse a Bismarck y renunciar a las ideas liberales, o de insistir en estos principios. Al final, se negó a esto último y defendió las políticas del canciller en su obra El liberalismo alemán. Una autocrítica (Der deutsche Liberalismus. Ein Selbstkritik, 1866).
Sin embargo, aprovechó la publicación en 1883 del segundo volumen de la Historia de Alemania en el siglo xix (Deutsche Geschichte im Neunzehnten Jahrhundert), de Heinrich von Treitschke, para criticar la política prusiana unilateral en el Imperio alemán. En su reseña «Notas sobre la Historia de Alemania, de Treitschke» (Anmerkungen zu Treitschkes „Deutsche Geschichte“), Baumgarten objetó su escaso trabajo de archivo y sus debilidades metodológicas, así como las sonoras polémicas de su historiografía nacional-prusiana, que tendían a dirigirse contra Austria, Inglaterra, el judaísmo y el liberalismo.
Desencadenó así un feroz debate periodístico en el que intervinieron destacados historiadores, denominado con posterioridad «controversia Treitschke-Baumgarten» (1882-83). Baumgarten había escrito, entre otras, para la Historisches Zeitung, pero lo dejó después de que la revista, bajo la dirección de Heinrich von Sybel, hubiera decidido a favor de Treitschke; pues las posiciones representadas en sus páginas —incluida la de Treitschke— ya no eran aceptables para él. La derrota de Baumgarten fue también una derrota del liberalismo alemán.[cita requerida]

### Vida personal
Hermann Baumgarten contrajo matrimonio en 1855 con Ida Fallenstein (1837-1899), la hija del consejero privado prusiano de Hacienda (Geheimen Finanzrat), Georg Friedrich Fallenstein (1790-1853). La pareja tuvo ocho hijos, cuatro de los cuales sobrevivieron hasta la edad adulta: Fritz (1856-1913), Otto (1858-1934), Emmy (1865-1946) y Anna (1868-1943).

## Baumgarten y el hispanismo
Sus estudios sobre España se centran en los antecedentes y en el desarrollo de la «revolución española», parte así mismo de unha reflexión sobre los problemas políticos de la unificación alemana. Sus dos primeras publicaciones, ambas de 1859, describen, una, el reinado de los Austrias con mirada crítica; otra, las Cortes de Cádiz de 1810. Al elegir ambos temas, Baumgarten pretendía estudiar las —según él— dos Españas que se contraponían entonces: la absolutista, formada en el catolicismo y, por tanto, incapaz de avances científicos y evolución social; y la liberal, que proclamaba la igualdad ante la ley, liquidaba privilegios, suprimía la Inquisición e intentaba establecer un Estado con base en la soberanía del pueblo. Conforme su ideología liberal, veía el espírito del pueblo español no solo en la resistencia contra las tropas napoleónicas en la «guerra de independencia», sino también en la voluntad de encontrar unos principios para la convivencia en libertad y en justicia.

### La monarquía de los Austrias y la civilización española
La labor de Baumgarten como historiador contrastaba con la de otros hispanistas alemanes contemporáneos, quienes tendían a idealizar la vida y la espiritualidad de los españoles del Siglo de Oro. La misma interpretación liberal pesa en su valoración de la monarquía de los Austrias, a la que atribuye nefastas consecuencias. Según él, al haber anulado la representatividad popular, retenido los particularismos y las diferencias señoriales, y adoptado el sistema inquisitorial para velar sobre sus súbditos, la monarquía había conducido a la necesaria paralización de las energías y a abortar cualquier intento renovador ilustrado. El Siglo de Oro habría sido también la muestra más pura de lo que Baumgarten denominó «despotismo católico».
Su contrapunto sería la época de los reformadores ilustrados, además, clave para interpretar el espírito revolucionario que amenazaba la sociedad de su época. Sin añorar el Antiguo Régimen, Baumgarten veía las causas de la revolución en aquellos que se habían negado a legislar lo que exigían el sentido común y la responsabilidad moral de actuar a favor del bien general. Oponía, pues, el «egoísmo» del clero y de la nobleza a las preocupaciones de los ilustrados.
Con ello, Baumgarten matizó la imagen de la España tradicional que habían pintado los historiadores de la literatura. Por otro lado, era también una respuesta historiográfica a los ataques contra el liberalismo y el protestantismo que proferían los católicos alemanes, inspirados estos en las obras apologéticas de Jaime Balmes y Juan Donoso Cortés, traducidas con rapidez y de profusa difusión.
Este cambio en la valoración de la historia de España, al margen de sus implicaciones estéticas, correspondía, sobre todo, a las controversias entre católicos y protestantes de la Kulturkampf. Acompañaban a la polémica sobre la superioridad de las civilizaciones, bien la surgida en los países protestantes, bien la conservada en los católicos. Para Francisco Sánchez-Blanco, fue entonces, y no en el primer romanticismo, cuando se subrayó «el carácter católico de la civilización española» —en especial por el teólogo, filólogo y traductor Franz Lorinser—, e incluso se utilizó como modelo «para contraponerlo a los principios liberales, condenados definitivamente por la Iglesia católica en la encíclica Syllabus del papa Pío IX en 1864».

### Los ilustrados y elsigloXVIII
El primer libro de Baumgarten fue Historia de España en la época de la Revolución francesa (1861), precedida de una introducción sobre «el desarrollo interno de España en el siglo xviii». En ella utiliza los estudios económicos y los informes de Macanaz, Ulloa, Campomanes y Jovellanos, así como los libros de historia españoles y franceses entonces disponibles. A partir de ellos, reflexiona sobre la organización más justa y racional de la sociedad, puesta en marcha los proyectistas e ilustrados españoles; al mismo tiempo, analiza las reacciones y los argumentos que los actores políticos habían esgrimido para renar o hacer fracasar los intentos de reforma. De este modo, identifica el siglo xviii con un sentido filosófico: la eclosión del concepto ético del Estado y su incompatibilidad con las estructuras sociales y políticas del Antiguo Régimen.
Frente a la decadencia del período de los Austrias, con los Borbones habrían progresado dichos ideales más allá de la descomposición moral y cívica a la que el despotismo católico había conducido. Aun sin un éxito inmediato ni total, varios individuos empezaron a pensar y a actuar al margen de los valores e intereses de los estamentos tradicionales (la nobleza y el clero). Su superioridad moral radicaba en el hecho de concebir los intereses del Estado —es decir, los del bien común como un deber superior a los privilegios y egoísmos— y de romper con las costumbres del pasado al seguir lo que les dictaba la razón.
El principal obstáculo para esas reformas fue la Iglesia. Sus miembros habían sido, precisamente, el estamento más favorecido con los Austrias y, entonces, cualquier proyecto ilustrado habría ido en detrimento de sus privilegios. Era necesario la laicización de los órganos decisorios y anteponer las razones económicas a las teológicas. Así, para Baumgarten, en el siglo xviii habrían convergido dos alternativas: aceptar el Estado como entidad única y suprema, o bien admitir otras instituciones al margen de su jurisdicción y privilegios intocables basados en la sangre o en una particular interpretación de la doctrina de Cristo. Esa misma centuria ejemplificaba el carácter necesario y legítimo de una secularización del pensamiento y la convivencia social, con un nuevo «discurso» y una nueva política de constante pulso entre ministros del Estado y el papa.
Si bien Baumgarten en ningún momento denomina burgués a ese cambio, sí afirma que la nota positiva de ese pensamiento, contra lo clerical y lo aristocrático, eran lo burgués y lo cívico. Las consecuencias de su aplicación al Estado fueron la supresión de señoríos y de jurisdicciones exentas, la simplificación y la unificación de los tributos y, finalmente, la abolición de aduanas provinciales y locales. No en vano, las mismas medidas que también deberían acometer los posteriores liberales alemanes para conseguir la unidad nacional.
Del mismo modo, Baumgarten, liberal conservador, quiso defenderse de una acusación frecuente: al criticar los cimientos ideológicos del Antiguo Régimen, el liberalismo había desatado la revolución y, con ella, había destruido todos los vínculos que garantizaban el orden social. Al contrario, para él, la revolución se había producido porque los reformadores, ajenos al materialismo francés, no fueron oídos en España y, en general, en los demás países católicos. Justo esta proporcionaba el claro ejemplo de que, si la Ilustración hubiese tenido más fuerza entre los dirigentes, habría sido posible anticiparse a la revolución. Y nadie había encarnado esa rectitud social, ese espíritu abierto y esa sincera religiosidad mejor que el ilustrado Gaspar Melchor de Jovellanos.

### La revolución española y el catolicismo
En vista de esas limitaciones, Baumgarten dedica el libro propiamente a España durante la época de la Revolución francesa. Analiza así los personajes que habían compuesto la corte de Carlos IV, a quienes retrata en su bajeza espiritual, egoísmo, política de intrigas e inmoralidad civíca. La monarquía de Carlos IV habría sido la antítesis moral de la de los reformadores y la causante última de la revolución liberal.
Es en la Historia de España desde el estallido de la Revolución francesa hasta nuestros días (3 vols., 1865-71) donde aborda esta cuestión con mayor detalle. A decir de Juan José Carreras Ares, esta es su «más importante obra»; y para Sánchez-Blanco, «la obra central de Baumgarten como historiador», donde se preocupa por mostrar la relación «entre las posiciones respecto a las medidas económicas y políticas y la mentalidad de los diferentes grupos sociales», con papel destacado de la religión.
Durante el siglo xix se habría superado de manera definitiva el Antiguo Régimen. Con independencia de los retrocesos y las vicisitudes de los liberales, así como de la resistencia carlista o del oscurantismo cultural y la reacción social de los moderados —a quienes veía como herederos del despotismo católico—, la «revolución española» se había consumado. El principio de representatividad y de la soberanía nacional, la desamortización, la supresión de aduanas y la unificación de impuestos, o el desarrollo de la industria y del comercio testimoniarían esa realidad.
Sin embargo, Baumgarten echaba en falta la influencia moderadora de la moral burguesa: el amor por el conocimiento positivo, la laboriosidad, la honradez, el valor de la familia, etc. Un lastre que la España del siglo xix heredaba del pasado, pues el catolicismo no habría favorecido una ética familiar, como tampoco dispuesto de un concepto positivo del trabajo nin fomentado la unidad del Estado nación —como sí habría hecho el protestantismo en los Países Bajos y en Inglaterra—. En consecuencia, mientras España no incorporase a su espíritu nacional elementos de la moral protestante, no cristalizaría ese nuevo Estado.
En el fondo, Baumgarten traducía al contexto alemán —con resonancias de la Kulturkampf— y aplicaba al caso español la opinión de François Guizot: en la historia europea, el progreso social es producto del protestantismo, mientras que el catolicismo, tanto en la ciencia como en la política, se oponía a toda novedad. El enfrentamiento entre ambas confesiones no era teológico, sino político; en concreto, sobre si un liberalismo consecuente podía servir de dique al movimiento revolucionario. Al oponerse a las reformas liberales, el catolicismo alentaba esa revolución materialista y atea; aun cuando la religiosidad de los países, donde predominaba el catolicismo, tenía otros elementos positivos que la civilización protestante podría y debería asumir.

### Últimos escritos e impacto de laKulturkampf
En lugar de producirse esa síntesis, en Prusia se agudizaba el conflicto entre las instituciones del nuevo Estado liberal protestante y la Iglesia católica en la denominada «guerra cultural» o «civilizacional», entre 1871 y 1887. Por aquel entonces, en noviembre de 1879, Baumgarten pronunció una conferencia sobre Ignacio de Loyola. En ella atacaba a los jesuitas por ver en ellos propagandistas de una opción política y social reaccionaria. Con su principio de obediencia al papa, habían promovido un Estado teocrático en materia de educación y derecho familiar, además de oponerse a la autonomía individual. Eran, en suma, las antípodas del liberalismo.
En los últimos años de su vida, Baumgarten apenas volvería a tratar la historia de España sino como parte de un problema europeo. Intentaba con ello comprender las fuerzas que se habían opuesto en el Renacimiento, de las que habrían surgido las principales confesiones cristianas.
En balance, su enfoque se encuadra en el enfrentamiento de confesiones en el Reino de Prusia, de donde surgieron dos vertientes. Los católicos tendieron a fomentar la admiración por el «martillo de herejes», que habría conservado una civilización de humanidad y alegría desaparecida allí donde había triunfado la Reforma. Los protestantes, en cambio, rechazaron la sociedad y los valores que habrían cristalizado bajo los Austrias; pero esto no desembocó en un desprecio total y absoluto de lo hispánico. La secularización y la transformación social puestas en marcha en España durante el siglo xviii encontró un grupo de estudiosos, entre ellos Baumgarten, que, en cierto modo, llegaron a identificarse con la «revolución española».

## Obra (selección)
- Der deutsche Liberalismus. Eine Selbstkritik [El liberalismo alemán. Una autocrítica]. Berlín: G. Reimer. 1866.
- Treitschke’s Deutsche Geschichte [La Historia de Alemania, de Treitschke] (3.ª edición). Berlín: K. J. Trübner. 1883.